# フレデリック・クリフ
フレデリック・クリフ（Frederic Cliffe, 1857年 - 1931年11月19日）は、イギリスの作曲家。

## 略歴
ヨークシャーのブラッドフォード生まれ。少年時代から楽才を発揮して将来を嘱望され、王立音楽大学の母体となった国立音楽訓練校（the National Training School for Music）に研究生として入学。ちなみに同校の校長はアーサー・サリヴァンであった。
1884年から1931年まで王立音楽大学のピアノ科教授に就任。著名な門人にジョン・アイアランドやアーサー・ベンジャミンらがいる。
作曲家としての活動は1889年から1905年までと短い。主要な作品に2つの交響曲があり、《第1番》は1889年にクリスタル・パレスにて初演され、その後ロイヤル・フィルハーモニック協会によって上演された。いずれの演奏も好評だったと伝えられ、デイリー・テレグラフ紙は「傑作」との評価を下している。あからさまな標題音楽というわけではないのだが、第1楽章は作曲者のノルウェー訪問の印象に影響されている。一方、1892年にリーズ音楽祭で初演された《交響曲 第2番》は、各楽章に題名が副えられている（第1楽章：日の入り（At Sunset）、第2楽章：夜（Night）、第3楽章：妖精の宴（Fairy Revels）、第4楽章：朝（Morning））。コントラルトと管弦楽のためのシェーナ《アルセスティスの凱旋》は、クレア・バットのために作曲された。
7年間の実質的な創作活動の時期より後に、主要な作品をもっと手懸けたのかははっきりせず、その後は作品の上演の機会にも恵まれなかった。ようやく近年にその作品が再発見され、録音されている。

## 主要作品一覧
- 交響曲ハ短調（Symphony in C minor）1889年
- 交響曲ホ短調（Symphony in E minor）1892年
- ヴァイオリン協奏曲ニ短調（Violin Concerto in D minor）1896年
- 管弦楽のための音の絵《雲と陽射し》（Orchestral Picture: Cloud and Sunshine）初演：1890年、フィルハーモニー協会
- コントラルトと管弦楽のためのシェーナ《アルセスティスの凱旋》（The Triumph of Alcestis, Scena for Contralto and Orchestra）初演：1902年、シェフィールド音楽祭
- 合唱のためのバラード《北東風への頌歌》（Ode to the North-East Wind, Choral Ballad）初演：1905年、ノリッジ音楽祭

## 註
1. 1 2  “アーカイブされたコピー”. 2015年4月18日時点のオリジナルよりアーカイブ。2015年12月1日閲覧。
2. ↑  http://www.musicweb-international.com/cliffe/index.htm
3. ↑  Frederic Cliffe: Symphony No. 1; Cloud and Sunshine, Sterling CDS-1055-2 (2003), Malmö Opera Orchestra, conductor Christopher Fifield